# San Gregorio (Chili)
San Gregorio is een gemeente in de Chileense provincie Magallanes in de regio Magallanes y la Antártica Chilena. San Gregorio telde 799 inwoners in 2017.
- Virtual International Authority File: 587145858257823022886